# Serrat del Cavallar
El Serrat del Cavallar és una serra situada als municipis de Querol a l'Alt Camp i Pontils a la Conca de Barberà, amb una elevació màxima de 740 metres.